# Carolyn Rodgers
Carolyn Rodgers, née le 14 décembre 1940 à Chicago et morte le 2 avril 2010, est une poétesse, professeur d'université, critique et éditrice américaine.

## Biographie
Née le 14 décembre 1940 à Chicago,,. Carolyn Rodgers après ses études secondaires, elle est reçue à l'Université Roosevelt où elle obtient en 1965 son Bachelor of Arts, puis finalise ses études à l'Université de Chicago où elle obtiendra un Master of Arts.
Alors qu'elle travaille comme assistante sociale, elle rencontre Hoyt W. Fuller, le fondateur de l'Organization of Black American Culture (OBAC). Grâce à l'OBAC elle peut suivre les sessions de l'atelier d'écriture animé par Gwendolyn Brooks. Elle y rencontre également Jewel C. Latimore, Haki Madhubuti (ex Don L. Lee), Johari Amini (ex Jewel C. Latimore) et Roschell Rich, en 1967 Carolyn Rodgers fonde avec eux la maison d'édition Third World Press (en), spécialisée dans la publication d'œuvres écrites par des afro-américains.
En 1970, elle fonde sa propre maison d'édition Eden Press.
Carolyn Rodgers est une des figures de la culture afro-américaine. Elle sera une membre active du Black Arts Movement, ,,.
Elle aura enseigné au sein de diverses institutions universitaires : le Collège Columbia de Chicago, l'Université de Washington, l'Albany State University (en), l'Université de l'Indiana, le Harold Washington College (en) de Chicago, etc.
Carolyn Rodgers décède à 69 ans des suites d'un cancer au Mercy Hospital and Medical Center (en) de Chicago le 2 avril 2010,,.

## Œuvres (sélection)
- Blackbird in a cage, éd. Third World, 1967
- Paper Soul, éd. Third World, 1968
- Song of a black bird, Third World, 1969
- How i got ovah: New and Selected Poems, éd. Anchor Press, 1975
- The Heart as Ever Green: Poems, éd. Anchor Press, 1978
- Finite Forms : Poems, éd. Eden Press, 1985
- Morning Glory, éd. Eden Press, 1989
- We're Only Human, éd. Eden Press, 1994

## Regards sur son œuvre
Ses recueils sont souvent écrits en vers libres, par lesquels elle exprime sa préoccupation vis-à-vis des questions féministes propres aux femmes afro-américaines et les liens entre le féminisme et la pensée révolutionnaire des afro-américains des années 1960-70. Son œuvre évolue d'une expression violente utilisant l'argot voire l'obscénité pour aller vers une méditation sur l'amour, les relations mère-fille, la spiritualité.